# HD 10002
HD 10002 — звезда в созвездии Скульптора на расстоянии около 96 световых лет от нас.

## Характеристики
HD 10002 — звезда восьмой видимой звёздной величины, впервые упоминается в каталоге Генри Дрейпера. Она представляет собой жёлтый карлик главной последовательности. Температура её поверхности составляет около 5258 кельвинов.